# Dicla Burity
Dicla Burity (Luanda, 30 de Agosto de 1980) é uma atriz e apresentadora de televisão angolana. Irmã da atriz Tânia Burity.

## Biografia
Oriunda de uma família de artistas, Dicla aceita o convite da TPA para protagonizar "Vidas Ocultas", a primeira minissérie angolana. Seguiram-se "Entre o Crime e a Paixão", "113", "Sede de Viver" e "Conversas no Quintal". 
Na área da apresentação, foi cara do programa "Domingo a Mwangole", um sucesso da televisão angolana. Atualmente, é a apresentadora do "Big Brother Angola 2015". 